# Mazraeh-ye Razak
Mazraeh-ye Razak (em persa: مزرعه رزك, também romanizada como Mazra‘eh-ye Razak) é uma aldeia do distrito central do condado de Abadeh, na província de Fars, no Irã.
Segundo o censo de 2006, sua população era de 25, em 7 famílias.